# Alai (distrikt)
Alajskij Rajon (ryska: Алайский Район) är en region i Kirgizistan.   Den ligger i oblastet Osj, i den sydvästra delen av landet, 300 km söder om huvudstaden Bisjkek.